# Jordon Ibe
Jordon Ashley Femi Ibe (/ˈaɪb/; sinh 8 tháng 12 năm 1995) là một cầu thủ chuyên nghiệp người Anh chơi cho Bournemuoth ở vị trí tiền vệ cánh. Ibe đã từng chơi cho Wycombe Wanderers, được đem cho mượn tại Birmingham City và Derby County. Anh cũng đã chơi cho đội tuyển bóng đá U-18 tới U-21 của Anh.

## Sự nghiệp cấp câu lạc bộ
Sinh ra ở Bermondsey, Luân Đôn, Ibe gia nhập đội trẻ Wycombe Wanderers vào năm 2007 ở tuổi 12, sau được thả ra khỏi đội trẻ Charlton Athletic.

### Liverpool
Vào ngày 20 tháng 12, câu lạc bộ Liverpool đã ký hợp đồng Ibe lúc đó còn 16 tuổi với một khoản phí không được tiết lộ. Lúc đầu, anh tham gia với đội U-18.
2012-2013
Ibe đã được gọi lên băng ghế dự bị cho các trận đấu ở Premier League. Tại Southampton vào ngày 16 tháng 3 năm 2013; Ibe vẫn chưa được sử dụng. Hai tháng sau, Ibe có trận ra mắt Premier League trong trận đấu cuối cùng của mùa giải trong đội hình xuất phát và giúp Philippe Coutinho có bàn thắng duy nhất của trận đấu trước Queens Park Rangers. Anh được thay ra ở phút thứ 63 bởi Fabio Borini sau khi đưa vào một màn trình diễn tích cực.
2013-2014
Vào mùa giải 2013-14, Ibe được giao chiếc áo số 33 bỏ trống của Jonjo Shelvey. Ibe có trận đầu tiên của mùa giải vào ngày 27 tháng 8, chơi 120 phút khi Liverpool đánh bại Notts County 4-2 sau hiệp phụ tại League Cup vòng thứ hai. Ngày 8 tháng 2 năm 2014, Ibe có lần xuất hiện thứ hai của mình tại Premier League khi vào sân thay người ở phút 76 trong chiến thắng 5-1 trước Arsenal. Ngày 21 tháng 2 năm 2014, Ibe được cho mượn tại Birmingham City cho đến khi mùa giải kết thúc. Ibe đã có 11 lần ra sân, ghi bàn thắng mở tỉ số từ khoảng cách 18 m trong trận thắng 3-2 tại Millwall, và đã tham gia vào bàn thắng của Paul Caddis giúp đội hòa 2-2 với Bolton Wanderers và cứu Birmingham khỏi xuống chơi ở League One.
2015-2016
Vào ngày 5 tháng 11 năm 2015, Ibe ghi bàn thắng đầu tiên cho Liverpool trong chiến thắng trước Rubin Kazan ở vòng bảng Europa League với tỉ số 1-0. Sau khi thay thế Philippe Coutinho ở phút thứ 18, anh ghi bàn thắng duy nhất trong phút 37, khi Liverpool đánh bại Stoke City tại sân vận động Britannia trong trận lượt đi bán kết League Cup vào ngày 5 tháng 1 năm 2016. Ibe ghi bàn thắng đầu tiên của mình tại Premier League vào ngày cuối cùng của mùa giải trong trận hòa 1-1 West Bromwich Albion.

### A.F.C. Bournemouth
Vào ngày 14 tháng 7 năm 2016, Ibe gia nhập Bournemouth với kỷ lục của CLB là 15 triệu bảng.

## Thống kê sự nghiệp
Tính đến ngày 18 tháng 12 năm 2020
| Câu lạc bộ             | Mùa giải       | Giải quốc nội  | Giải quốc nội | Giải quốc nội | Cúp FA | Cúp FA | Cúp EFL | Cúp EFL | Khác | Khác | Tổng cộng | Tổng cộng |
| Câu lạc bộ             | Mùa giải       | Hạng đấu       | Trận          | Bàn           | Trận   | Bàn    | Trận    | Bàn     | Trận | Bàn  | Trận      | Bàn       |
| ---------------------- | -------------- | -------------- | ------------- | ------------- | ------ | ------ | ------- | ------- | ---- | ---- | --------- | --------- |
| Wycombe Wanderers      | 2011–12        | League One     | 7             | 1             | 1      | 0      | 2       | 0       | 1    | 0    | 11        | 1         |
| Liverpool              | 2012–13        | Premier League | 1             | 0             | 0      | 0      | 0       | 0       | 0    | 0    | 1         | 0         |
| Liverpool              | 2013–14        | Premier League | 1             | 0             | 0      | 0      | 1       | 0       | —    | —    | 2         | 0         |
| Liverpool              | 2014–15        | Premier League | 12            | 0             | —      | —      | —       | —       | 2    | 0    | 14        | 0         |
| Liverpool              | 2015–16        | Premier League | 27            | 1             | 3      | 0      | 5       | 2       | 6    | 1    | 41        | 4         |
| Liverpool              | Tổng cộng      | Tổng cộng      | 41            | 1             | 3      | 0      | 6       | 2       | 8    | 1    | 58        | 4         |
| Birmingham City (mượn) | 2013–14        | Championship   | 11            | 1             | —      | —      | —       | —       | —    | —    | 11        | 1         |
| Derby County (mượn)    | 2014–15        | Championship   | 20            | 5             | 1      | 0      | 3       | 0       | —    | —    | 24        | 5         |
| AFC Bournemouth        | 2016–17        | Premier League | 25            | 0             | 1      | 0      | 0       | 0       | —    | —    | 26        | 0         |
| AFC Bournemouth        | 2017–18        | Premier League | 32            | 2             | 2      | 0      | 4       | 0       | —    | —    | 38        | 2         |
| AFC Bournemouth        | 2018–19        | Premier League | 19            | 1             | 1      | 0      | 4       | 2       | —    | —    | 24        | 3         |
| AFC Bournemouth        | 2019–20        | Premier League | 2             | 0             | 0      | 0      | 2       | 0       | —    | —    | 4         | 0         |
| AFC Bournemouth        | Tổng cộng      | Tổng cộng      | 78            | 3             | 4      | 0      | 10      | 2       | —    | —    | 92        | 5         |
| Derby County           | 2020–21        | Championship   | 1             | 0             | 0      | 0      | 0       | 0       | —    | —    | 1         | 0         |
| Tổng sự nghiệp         | Tổng sự nghiệp | Tổng sự nghiệp | 158           | 11            | 9      | 0      | 21      | 4       | 9    | 1    | 197       | 16        |

1. ↑  Số trận ra sân tại Football League Trophy
2. 1 2  Số trận ra sân tại UEFA Europa League